# 上原尚博
上原 尚博（うえはら　たかひろ、1982年〈昭和57年〉 - ）は、日本の実業家、ヘッドハンター。2006年から人材業界に入り19年、プロヘッドハンターとして活動している。
株式会社ライズエグゼクティブ代表取締役。

## 来歴・人物
1982年、栃木県宇都宮市で生まれる。大学卒業後、不動産関連企業へ入社するも1年弱で退職。
その後、父親が立ち上げた建築業界特化型のサーチ型人材紹介会社（ヘッドハンティング会社）に参画。ヘッドハンターとして、日本全国の中小企業を訪問する中で、商品やサービスは優れているのに優秀な人材と巡り合えず、事業成長が図れない地方企業の課題を認識する。
2011年、地域の建築企業に特化した人材サーチ会社である株式会社ライズエグゼクティブを設立、代表取締役に就任する。地方創生をテーマにした、スカウト型人材紹介(ヘッドハンティング)を展開する。
クライアント対応や候補者インタビューのために年間200日、日本各地を飛び廻っている。

## 著書
- 上原尚博 著、凄腕ヘッドハンターが教える地方企業の採用術: １０年間、地方企業の人材スカウトをしてきたカリスマヘッドハンターが教える地方企業ならではの採用法 2023年5月9日[3]